# ایستگاه متروی دبدن
ایستگاه دبدن یک ایستگاه از خط مرکزی و از خطوط متروی لندن است که در منطقه دبدن قرار دارد و در ۲۴ آوریل ۱۸۶۵ افتتاح شده است.

## نگارخانه

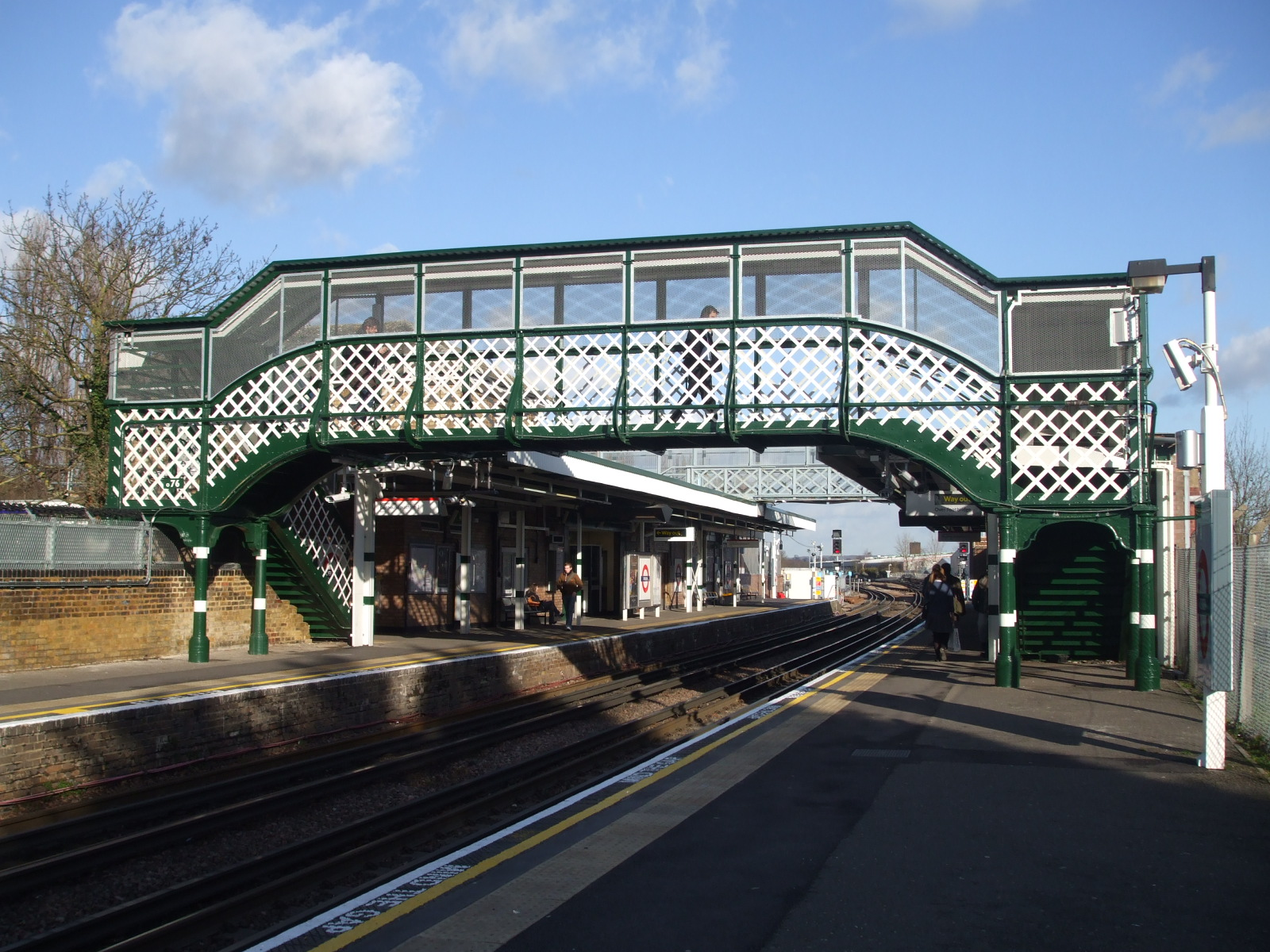
خط غرب به شرق، به سمت اپینگ
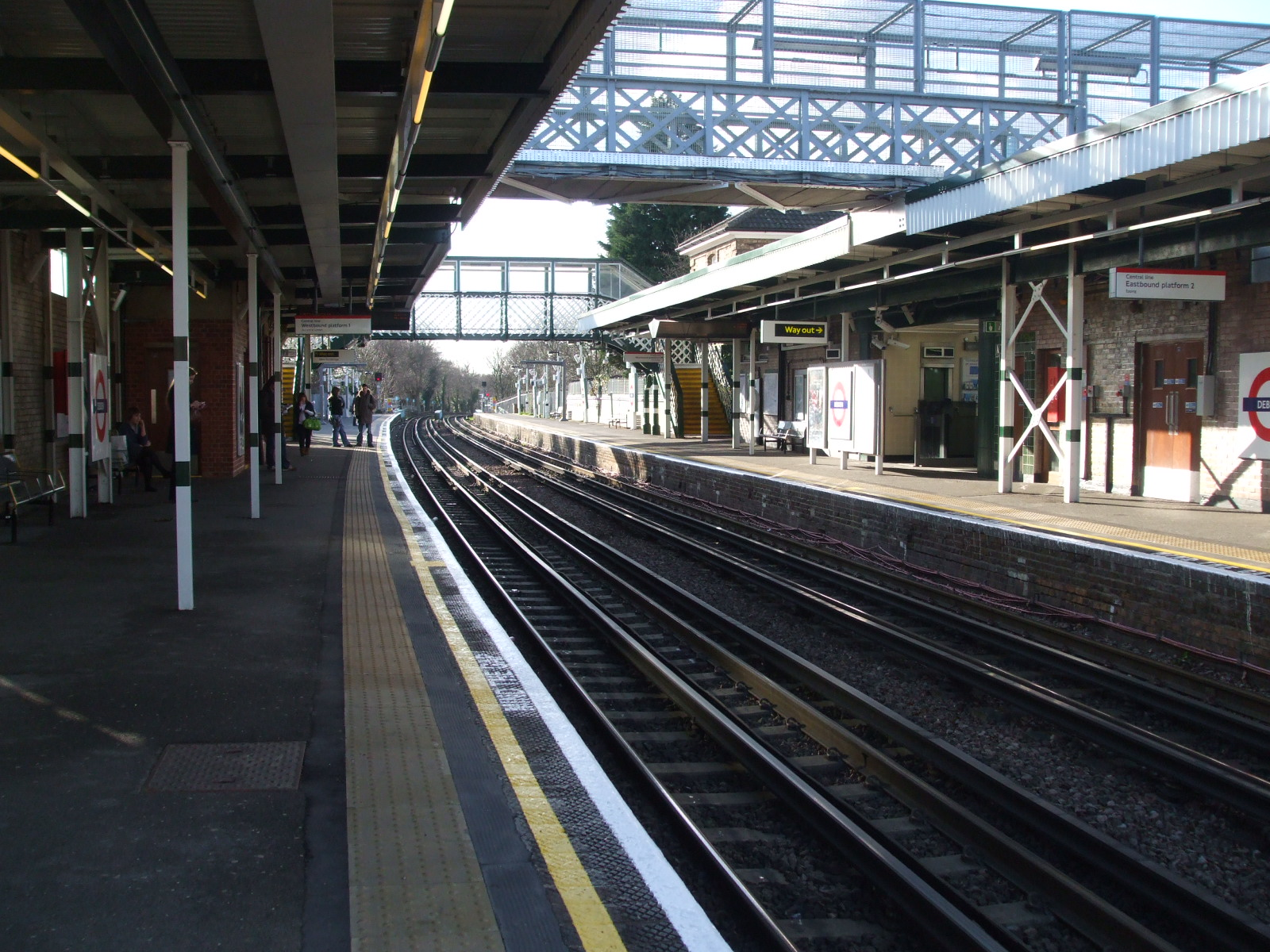
خط شرق به غرب، به سمت لندن
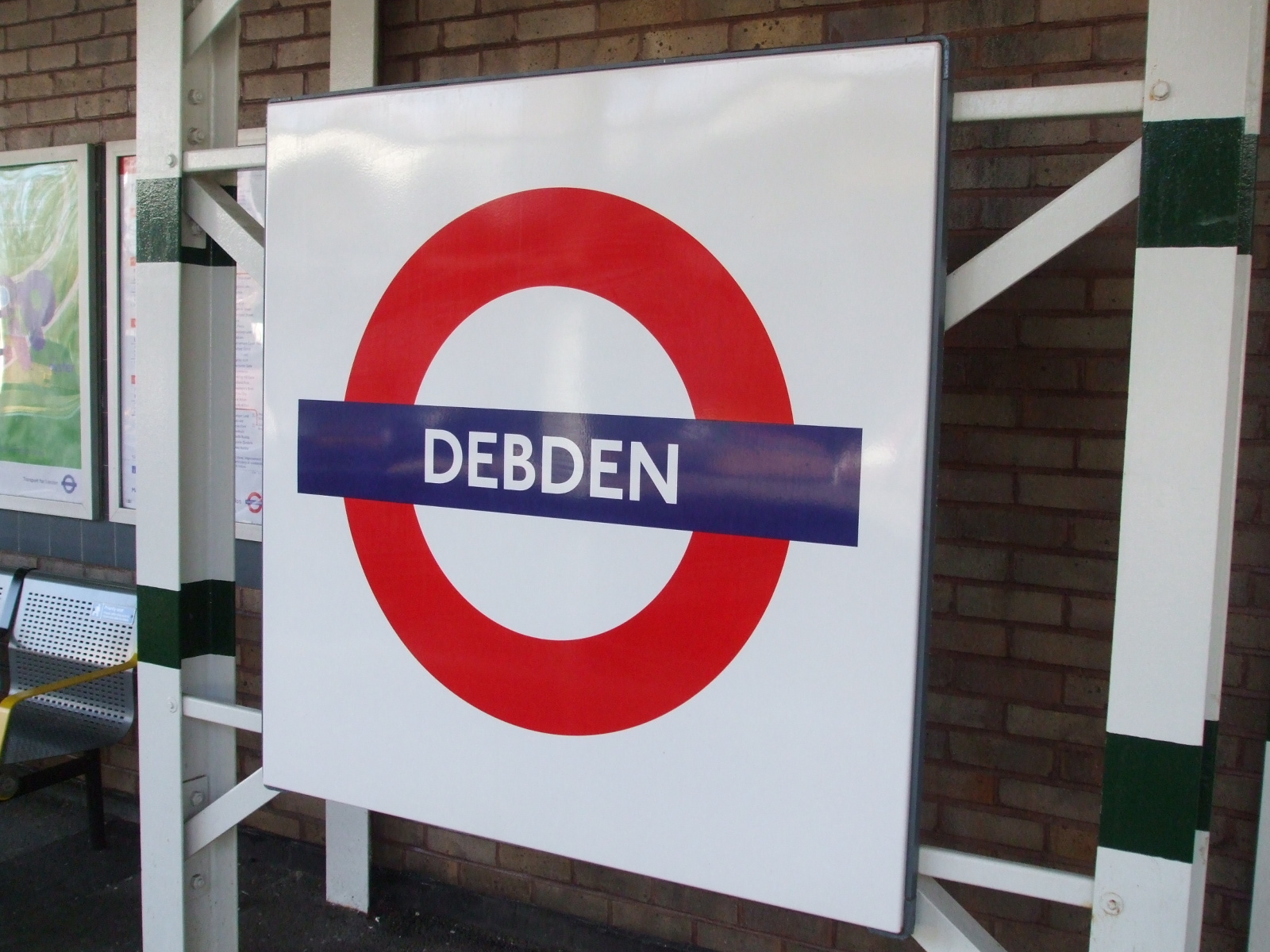
ایستگاه خط شرق به غرب